# Promethean: The Created
Prométhean: The Created (Прометид: Созданный) — ролевая игра, разработанная компанией White Wolf. Релиз базовой книги, описывающей тему и мир игры, состоялся в августе 2006 года. В августе 2016 года компанией Onyx Path было выпущено второе издание, изменившее многие правила и реалии игрового мира. Игра стала первым сеттингом нового Мира Тьмы, лишённым прямого аналога в прежней версии этой вселенной.

## Перевод названия
В любительском переводе самоназвание протагонистов представлено термином Прометиды (от греч. Προμηθεύς — Прометей и ίδιος — подобный), который позволяет избежать окончаний и суффиксов, выступающих в качестве субъективной оценки или указателя места жительства (-ец-, -анин-). Тем не менее, в некоторых игровых компаниях устоялись названия Прометеец, Прометианец, Прометеан и другие.

## Сеттинг
В основу игры положены современные представления о чудовищах, созданных в результате научных и алхимических экспериментов. Отверженные людьми, природой и даже собственными творцами, эти мутанты, големы, порождения Франкенштейна и даже киборги вынуждены скрываться среди людей, образуя разрозненный коллектив чудовищ, известных как Созданные — или Прометиды.
Существование Прометидов наполнено ужасающей мукой. Не обладая человеческой личностью и страдая от бесконечных гонений, протагонисты отчаянно борются за получение величайшей награды, которая им известна: обретение подлинной человечности.

### Подобие жизни
Большинство Прометидов созданы из частей человеческих тел или представляют собой оживлённые трупы, наделённые искусственным разумом. Тем не менее, для создания некоторых Прометидов требуются фрагменты неорганических материалов, таких как мрамор, пластик или железо. Вопреки грандиозным целям, которые ставят перед собой создатели Прометидов, любая попытка вдохнуть жизнь в мёртвую или даже неорганическую материю неизбежно оканчивается пробуждением монстра, лишённого величайшего качества человеческой личности: живой души.
Даже если в создании Прометида используется плоть умершего человека, созданное чудовище чувствует себя чужаком в полученном теле. Душа и сознание донора покидают труп в момент смерти. Искусственный разум Созданного не имеет ничего общего с личностью усопшего и зачастую воспринимает дарованную ему плоть как самую настоящую оболочку, временно служащую убежищем его деформированной душе.
Проклятием каждого Прометида становится то, что он пробуждается в мире смертных, не зная его законов. В первые дни после оживления Прометид может не понимать разницы между жизнью и смертью, болью и наслаждением или свободой и рабством. Каждому Прометиду приходится самостоятельно изучать мир, в котором он оказался по воле творца. И если на понимание фундаментальных законов природы редко уходит более нескольких месяцев, то на постижение тонкостей человеческих отношений и социальных изобретений — таких как деньги, законы и власть — у чудовища могут уйти годы и даже десятилетия.

### Взаимодействие с миром
Вне зависимости от того, как воспринимают своё проклятие сами протагонисты, все они вычеркнуты из естественного течения жизни. Любой представитель фауны чувствует к Прометидам глубокое, инстинктивное отвращение. Этот эффект, известный как Отторжение, служит психологической реакцией на Прометидов как на живое осквернение мира. Что ещё хуже, Созданных отвергает сама природа. Всё та же инстинктивная ненависть и неприязнь, которую Прометид вызывает в людях, заставляет животных нападать на него или убегать прочь, а любой Прометид, оставшийся в одном месте на долгое время, обнаруживает, что живая природа вокруг него обращается безжизненной пустошью, разлагаясь и увядая от одного лишь его присутствия.
В большинстве случаев смертным не удаётся понять, что именно вызывает у них отвращение при столкновении с Прометидом. Реанимирующая энергия, наделяющая Прометидов способностью мыслить и двигаться, придаёт им сходство с простыми людьми, которое Созданные используют для интеграции в общество смертных.
Воздействие Прометидов на флору и фауну отличается прогрессирующим характером. Мимолётное пребывание Прометида в городе может пройти незамеченным, в то время как длительная задержка способна погрузить смертное общество в хаос, вызвать сильнейшую засуху или заставить животных бежать из окрестностей. Вне зависимости от мотивов такой задержки, её последствия зачастую оказываются необратимы. Если чудовище не пожелает (или не сможет) покинуть окрестности вовремя, человеческий коллектив начнёт разлагаться, вся область окажется в эпицентре стихийных бедствий, а единственным способом исцеления от Отторжения станет уничтожение Прометида. Всё это заставляет Созданных вести кочевой образ жизни, влача незавидное существование на границе человеческой цивилизации, а нередко — и за её пределами.
Неудивительно, что существование Прометидов пронизано одиночеством. Они вынуждены избегать больших скоплений людей, чтобы не провоцировать их на агрессию, и в то же время им редко удаётся встретить других представителей своего вида, которые могли бы составить им компанию. Многие Прометиды вынуждены бороться с ненавистью всего мира буквально один на один, а порой среди них встречаются те, кому вообще ничего не известно о других представителях своей расы.
Подобные факторы призваны заострить внимание игрока на тематике сеттинга. Prométhean: The Created — игра о чудовищах, которые хотят быть людьми. Они завидуют смертным, потому что, невзирая на слабость, невежество и ничтожность, свойственные многим людям, смертные обладают тем, чего лишены Прометиды: друг другом.

### Изучение мира
Стремясь обрести гармонию с окружающим миром и стать его полноценными обитателями, Прометиды борются за очищение своего искажённого «я» от дефектов искусственной жизни. Достичь этой цели можно единственным способом — сформировав в себе человеческую душу. Попытка стать полноценным живым существом и становится Паломничеством каждого Прометида, его дорогой к духовному и физическому возрождению.
Невзирая на то, что Созданные обладают чередой алхимических качеств, позволяющих им принимать человеческий облик и даже временно подавлять эффект Отторжения, этого недостаточно для формирования полноценной личности. Прежде чем Прометид сможет обрести человечность, он должен понять, что вообще значит быть человеком. Лишь обретя это понимание, Прометид сможет вызвать в себе необходимые изменения, преобразовав свинец мёртвой плоти в золото человеческой души.
Задачи Паломничества уникальны по отношению к каждому Прометиду. Чудовище должно самостоятельно постичь тайну человеческой жизни, и даже самое точное повторение чужого Паломничества не даст ему возможности стать человеком. С метаигровой точки зрения этот подход служит для того, чтобы стимулировать игроков к исследованию новых сторон человеческой жизни, не позволяя им выработать универсальный рецепт прохождения игры. Так, в ходе отыгрыша выбранной роли каждый игрок должен сам ответить на вопрос о сущности человеческого бытия, ведя своё повествование от лица чудовища, не обладающего опытом человеческой жизни. Попытка завершить Паломничество малой кровью, целиком повторив эмоциональный опыт, организованный для своего персонажа другим игроком, практически не приносит игромеханической выгоды и даже может сознательно караться Рассказчиком.

### Магнум Опус
За долгие столетия поиска Прометиды сформировали несколько основных направлений Паломничества, известных как Пути Очищения. Продвижение по любому из этих путей соответствует практике Магнум Опус — алхимическому процессу, ведущему к достижению просветлённого сознания. Заключительный этап Магнум Опус требует от чудовища принесения величайшей жертвы: прежде чем стать человеком, Прометид должен вложить пылающую в нём энергию в другое искусственное создание, породив тем самым нового Прометида. Если при выполнении этой задачи протагонист допустит ошибку, то вместо потомка он породит одного или нескольких Пандорианцев — безумных существ, зависящих от жизненных сил создателя и охотящихся на него или на других Прометидов.
Некоторые Прометиды отказываются от Паломничества, считая его конечную цель бессмысленной или просто недостижимой. Самые мстительные из них могут ставить перед собой и иные цели, стремясь населить мир новыми видами «совершенных созданий» или пытаясь стереть человечество из уравнения идеальной вселенной. Тем не менее, среди них есть и те, кто забросил Паломничество по менее эгоистичным причинам — например, отказавшись выполнять самое жестокое требование Магнум Опус по сотворению нового Прометида.

### Пламя Творения
Лишь одно явление во вселенной способно пробудить жизнь в неподвижной материи: это Божественный огонь, или Пирос, пронизывающий мироздание. Прометиды уподобляют Пирос Огню творения, некогда похищенному у олимпийских богов Прометеем. В попытке спасти человечество от страданий титан наделил смертных даром, которого не получил ни один другой представитель материального мира: способностью мыслить и изменять окружающую действительность в соответствии со своей волей.
Предположительно именно дар Прометея открыл человечеству тайну искусственной жизни. Многие Прометиды считают своих творцов, или демиургов, прямыми наследниками первых людей, принявших дар Прометея. Лишь эти редкие смертные обладают способностью управлять очищенной формой Пироса, известной алхимикам как Азот — первичная материя всего сущего. Невзирая на то, что создание нового Прометида требует лишь небольшого количества этой материи, многие Прометиды со временем повышают её объём в своём теле, чтобы достичь поистине грандиозных возможностей и тем самым повысить свои шансы на завершение Магнум Опус.

#### Азот в игре
С точки зрения игромеханики показатель Азота напрямую определяет возможности Прометида. К несчастью для персонажей, с ростом этого показателя происходит и укрепление множества негативных эффектов, существенно затрудняющих или даже блокирующих определённые формы деятельности протагонистов. Если самые молодые и сдержанные Прометиды ещё способны взаимодействовать с окружающим миром, не подрывая его основ, то по-настоящему древние и могущественные представители этой расы способны обрушивать целые города и сводить с ума целые коллективы смертных простым воздействием своей обезображенной личности на окружающую действительность.
При желании Прометид может ослабить катализатор Азота в своём организме, однако такая практика требует длительного пребывания в одиночестве, катастрофического расхода энергии и других ритуальных действий, сопряжённых с опасностью и страданиями. В самых отчаянных ситуациях Прометид может даже пойти на временное самоубийство. Как правило, опытные игроки соблюдают тонкий баланс между сверхчеловеческим потенциалом своего персонажа и его разрушительной сущностью.

#### Дары Пироса
Неугасимое пламя, пылающее внутри каждого Прометида, освобождает его от многих ограничений человеческой жизни. Помимо высокого иммунитета к заболеваниям и токсинам, Прометиды обладают чрезвычайно большой продолжительностью жизни, не подвержены эффектам старения (хотя по прошествии одного века пламя Азота в них попросту выгорает, лишая их даже того подобия жизни, которым они обладали ранее), способны питаться практически любым органическим материалом (а в случае с биомеханическими Прометидами — не питаться вообще), не подвержены циркадным ритмам человеческого тела, меньше нуждаются во сне.
Всех Созданных отличает колоссальная устойчивость к боли. Прометиды не только игнорируют игромеханические штрафы за получение ран, но и остаются на ногах до тех пор, пока их в прямом смысле слова не разорвут на части. Вдобавок, электроэнергия, в потоке которой заключена сила Пироса, способна исцелить даже смертельно раненого Прометида за считаные секунды. Более того, если Прометид погибает, вспышка накопленного Азота воскрешает его из мёртвых в пределах 24 часов после гибели — причём зачастую сразу после того, как причина смерти оказывается на безопасном расстоянии от растерзанного тела. Как правило, Прометид может лишь однократно разжечь свой Азот с этой целью, хотя существуют способы обмануть смерть ещё несколько раз.

#### Элементы и темпераменты
Пирос — далеко не единственный компонент, участвующий в создании Прометида. Мировоззрение и привычки каждого Созданного зависят от ключевых элементов и темпераментов, использующихся при его создании.
Традиционную систему первоэлементов (огня, воды, воздуха и земли), используемую смертными алхимиками, Созданные дополняют двумя другими: нефтью, используемой для оживления механических Прометидов, и духом, недоступным зрению и пониманию смертных. Аналогичным образом обстоят дела с темпераментами — алхимическими компонентами, влияющими на характер каждого Прометида. Хотя каждый Созданный и отличается от других представителей своей расы, все Прометиды, оживлённые с помощью пламени, будут обладать холерическим темпераментом и отличаться злопамятством, в то время как монстры, пробуждённые к жизни среди воды, будут вести себя флегматично и отрешённо.
Как и в случае с элементами, Прометиды дополняют классическую систему темпераментов ещё двумя: нефтяным, заставляющим механических Прометидов покорно следовать чужой воле, но отвечать на агрессию вспышками безудержной ярости, и эктоплазматическим, или интуитивным.

### Обезображенность
За покровом нормального человеческого облика Прометиды скрывают тела чудовищ. К несчастью для Созданных, даже эта видимость не всегда бывает надёжна. Иногда она искажается или полностью исчезает. В такие моменты смертным становится видима подлинная натура Созданных. Невзирая на то, что в большинстве случаев этот перебой в иллюзорном обличье заканчивается быстрее, чем смертные начинают осознавать, что именно они увидели, разрушительное воздействие обезображенности очень быстро приводит к разрыву установленных связей протагонистов со смертными. Многие Прометиды рассматривают это качество как постоянное напоминание о том, кем они остаются до завершения Паломничества и кем им только предстоит стать.

### Мука
Существование каждого Прометида неизбежно сопровождается периодами разрушительного отчаяния, спровоцированного постоянными напоминаниями о его монструозной природе. Последствия Отторжения, нечеловеческий голод, пытки в руках разъярённых смертных и понимание собственных эмоциональных пробелов — любой из подобных стимулов, даже сформированный непреднамеренно, рискует вызвать у Прометида приступ мучительного состояния, которое принимает различные формы в зависимости от характера самого чудовища.
Поддавшись этой душевной боли, протагонисты ведут себя так, как и должны вести себя ошибки природы. Хотя в большинстве случаев Мука заставляет Прометидов искать возмездия или идти к своим целям аморальными методами, даже самые длительные периоды мести и кровопролития рано или поздно сменяются чувством опустошённости, подстёгиваемым всё укрепляющейся верой монстра в собственное бессилие перед ударами судьбы.

### Паломничество
Только пристально наблюдая за смертными и стараясь понять, почему в повседневной жизни они поступают так, а не иначе, Прометид может попытаться увидеть мир глазами полноценного человека. Многие Прометиды сравнивают попытки вжиться в образ простого смертного с долгими пробами на главную роль в важном спектакле, повествующем о человеческой жизни. Если им удастся убедить невидимого режиссёра в том, что они действительно вжились в роль, их могут принять в состав исполнителей.
По этой причине все Прометиды наделены очками Паломничества — уникальной характеристики, отражающей близость протагонистов к постижению человеческой психологии. Шкала Паломничества состоит из десяти уровней, первые из которых свидетельствуют о принципиальном непонимании смертных и лишь последние — о способности убедительно имитировать человеческое поведение.
К сожалению для Прометидов, в начале игры они обладают лишь первым уровнем этой характеристики. В этот период своей жизни Созданные могут подвергать людей пыткам для изучения их реакции, похищать смертных в попытке заставить их полюбить себя или убивать тех, кто начал им докучать. И напротив, Созданные, идущие по тропе Паломничества уже не первое десятилетие, могут проявлять чудеса героизма и самоотверженности, на которые не способны даже многие из полноценных людей.

### Роли
Для обретения человечности Прометид должен понять, в чём заключаются особенности поведения самых разных людей. Хотя ни один Прометид не может попробовать себя сразу во всех ролях, известных человеческому коллективу, для обретения истинной жизни чудовище должно примерить на себя не меньше восьми разных масок. Созданные называют различные архетипы человеческого поведения Ролями.
Например, для лучшего понимания отношений между людьми Прометид может сначала попробовать себя в роли слуги, после чего обратиться к образу лидера. Другой Созданный может перемежать роли грешника и аскета, наставника и провокатора, мученика и солдата. Как только чудовищу удаётся блестяще сыграть свою роль, оно переходит к следующей. Неспособность вжиться в очередную роль приводит к медленному понижению Паломничества и иногда заставляет чудовище, уже начавшее понимать человеческую психологию, снова вернуться к безжалостному и звероподобному поведению.

### Новый Рассвет
В попытке сформировать в себе полноценную душу Созданные проходят череду Рубежей — исключительно важных и глубоко личных переживаний, помогающих им лучше понять свою сущность. Рассказчик определяет сущность каждого Рубежа, основываясь на пожеланиях игроков относительно судеб их персонажей и хода самой истории. Хотя каждый Рубеж имеет форму задания-«квеста» и выражается совершенно конкретной формулировкой, Паломничество допускает различные интерпретации их прохождения (например, Рубеж «Осознай важность дружбы» может быть пройден через изгнание или даже убийство бывших друзей и последующие акты раскаяния).
Преодоление Рубежей награждается Витриолью — особой разновидностью очков опыта, позволяющей развивать тематические характеристики персонажей наподобие Паломничества и Азота. В отличие от обычного опыта, Витриоль является алхимическим растворителем, вырабатывающимся в теле протагонистов и на физическом уровне. Это качество позволяет Созданным трансформировать с её помощью некоторые элементы своего организма, хотя физическое происхождение Витриоли делает возможным и её похищение.
Когда персонаж преодолевает все испытания, ожидавшие его на тропе Паломничества, ему остаётся пройти последний алхимический ритуал по преобразованию своей плоти. Если эта попытка оказывается неудачной, Рассказчик придумывает дополнительное количество Рубежей (обычно не больше пяти). По прохождении дополнительных Рубежей персонаж обретает возможность пройти ритуал ещё раз.
Достигнув конца Паломничества, Прометид становится полноценным живым человеком, причём зачастую более совершенным и одухотворённым, нежели окружающие его смертные. Большинство Искуплённых, как называют таких людей сами Созданные, ничего не помнят о своём прежнем существовании. Тем не менее, существует и небольшое количество Искуплённых, которые наслаждаются воспоминаниями о пройдённом ими пути и даже организуют встречи с настоящими Прометидами, чтобы помочь им закончить Паломничество или просто использовать их в своих целях.
Хотя с завершением Магнум Опус большинство игроков переходят к краткому описанию смертных судеб протагонистов и ставят точку в общем сюжете, характер сеттинга допускает возможность игры за самих Искуплённых или за особую категорию персонажей — Наследников, то есть потомков таких людей, обладающих чередой необычных качеств. В редчайших случаях игроки продолжают игру за Созданных, сконструированных из тел погибших Искуплённых. Хотя личность нового Прометида отделена от души погибшего, она обладает мистической связью с опытом протагониста, который однажды уже проходил по тропе Паломничества.

## Наследия
Невзирая на то, что самых известных представителей этой расы некогда сотворили смертные, большинство Прометидов сами вдыхают жизнь в новых чудовищ. Все Прометиды наследуют основные черты своих монструозных создателей, приобретая их преимущества, склонности и пороки. Эти Наследия, как называют свои родословные сами Созданные, определяют характер многих аспектов существования Прометидов, включая способ их сотворения, ключевой элемент, темперамент, последствия Отторжения, методы восполнения Пироса и тому подобное.
Время от времени смертные демиурги и даже силы природы вдыхают жизнь в монстров, которых трудно причислить к той или иной группе Созданных. Эти редкие Прометиды становятся родоначальниками новых, пока ещё не сформировавшихся Наследий, или же навсегда остаются единственными представителями своего вида на земле.
При выборе роли каждый игрок решает, к какому Наследию будет принадлежать его персонаж.

### Франкенштейн
- Франкенштейны — амбициозные, мстительные и, как правило, глубоко измученные создания, собранные из органов и конечностей разных тел. Большинство Франкенштейнов известны нечеловеческой силой, которой их наделяет соединение Пироса и электричества. Холерический темперамент подталкивает их к постоянной борьбе за любую идею, которая кажется им существенной для завершения Магнум Опус, даже если в действительности они загружают себя бессмысленной деятельностью в попытке создать иллюзию непрерывного движения. Будучи членами самого молодого Наследия, Франкенштейны часто считаются низшим звеном даже среди других Созданных. Всё это вкупе с неутолимой завистью, вспыльчивостью и врождённой агрессией неизбежно приводит их к актам ужасающей мстительности, которая разгорается с каждой новой вендеттой.

### Галатея
- Галатея, или Галатеиды, — создания удивительной красоты, сотворённые из частей тел прекраснейших смертных, неповреждённых трупов или, значительно реже, из оживлённых мраморных статуй, олицетворяющих великолепие человеческого тела. Поскольку внешность Галатеидов строго привязана к представлениям о красоте, бытовавшим в человеческом обществе на момент их создания, красота некоторых представителей их Наследия может выглядеть старомодной, хотя и неоспоримой. Наполненные излишками сангвинического темперамента, Галатеи нередко поддерживают окружающих своей верой в светлое будущее, за которую им прощают даже эгоистичность и легкомыслие. Многие Галатеи и вовсе отказываются от участия в коллективной работе, убеждённые в том, что их роль — вдохновление окружающих.

### Осирис
- Осирис, или Осирианцы, — ожившие мумии, руководствующиеся флегматическим темпераментом и обладающие врождённым талантом к взаимодействию с миром мёртвых. Осирианцы способны общаться с умершими, воскрешать погибших и возвращаться к жизни гораздо чаще, чем это позволяет Азот большинства Прометидов. Стремления Осирианцев несколько отличаются от намерений остальных Прометидов. Они не считают физический мир своим настоящим домом и часто сосредотачиваются на мистических экспериментах, не имеющих ничего общего с попытками стать людьми. Осирианцы часто оценивают ситуацию безо всяких эмоций, наполненные пугающим хладнокровием. В лучшем случае они совмещают свой талант к самоконтролю с попытками разгадать величайшие тайны вселенной. В худшем они отрешаются от этого мира настолько, что без малейшего сожаления посылают товарищей на верную смерть.

### Таммуз
- Тамму́з — молчаливые, терпеливые и глубоко меланхоличные существа, воплощающие архетип земного элементаля. Каждый элементаль видит в собственной жизни великую метафору рабства, которое необходимо преодолеть раскрытием своей подлинной сущности. Лишь осознав, что удерживает его в кандалах искусственного мировосприятия, он сможет разорвать цепи своего рабства и обрести душу. Хотя Таммуз чрезвычайно выносливы и упорны, они избегают активных действий, предпочитая внимательно наблюдать за окружающим миром и изучать его обитателей. Склонность этих существ к миросозерцанию и саморефлексии отражается даже на физическом уровне. Они могут часами стоять без движения и молчать до тех пор, пока ситуация не потребует от них выражения своих мыслей. Когда Таммуз наконец прерывают своё молчание, они следят за каждым словом, которое говорят. В отличие от большинства Прометидов, Таммуз вызывают странный, обманчиво мягкий тип Отторжения. Вместо того чтобы уничтожить элементалей, смертные пытаются захватить их, исследовать и поработить, что в глазах самих Таммуз — куда хуже смерти.

### Улган
- Улганы — шаманы и мистики, созданные из тел мёртвых медиумов для взаимодействия с миром духов. В отличие от простых экстрасенсов, способных только вступать в контакт с обитателями потустороннего мира, Улганы в прямом смысле слова принадлежат к обоим мирам и способны временно переходить в царство Сумрака, недосягаемое для смертных. Эта способность восходит к обряду инициации каждого из Улганов. Вместо того чтобы создать потомка самостоятельно, его творец прибегает к помощи духов, которые разрывают тело смертного медиума, наполняя раны сочащейся эктоплазмой. Лишённые полноценной души, Улганы заполнены алхимической субстанцией небытия, лежащей в основе нематериального мира. Их удел — интуиция, способность видеть то, что не могут или не хотят видеть другие. К несчастью, интуитивный характер порой заставляет их действовать вразрез с собственным рассудком, из-за чего Улганов часто считают безумцами. Конечная цель всех Улганов — обрушить стены между мирами людей и духов, что заставляет многих из них обращаться к самым пугающим практикам взаимодействия с Сумраком. Несмотря на это, Улганы славятся ироническим отношением к жизни, поскольку духи, с которыми им постоянно приходится иметь дело, не понимают юмора материальных существ, и насмешливое отношение к этим непостижимым созданиям Улганы часто распространяют на всё своё окружение.

### Зэка
- Зэки — чудовищные отродья «Атомного Прометида», долгое время считавшегося легендой среди представителей остальных Наследий. Созданные из трупов политзаключённых, использованных ГУЛагом для работ в радиоактивных зонах, Зэки страдают от своей противоестественной сущности даже на физическом уровне. Их постоянно преследуют боль, дискомфорт, тошнота и другие признаки лучевой болезни, а Отторжение, источаемое их телами, несёт в себе следы радиационного излучения, способного превратить даже самый цветущий уголок природы в радиоактивную пустошь. Нет никаких свидетельств о том, что хотя бы один представитель этого чудовищного Наследия сумел обрести человечность, и многие вообще задаются вопросом, не станет ли завершение Паломничества смертным приговором для этих созданий, поскольку даже их смертная оболочка несёт на себе следы ожогов, несовместимых с жизнью. В отличие от других Прометидов, Зэки не могут использовать электричество для исцеления повреждений и восполнения Пироса. Вместо этого они вынуждены полагаться на радиацию как единственный жизнетворный источник энергии. Всё это наряду с хаотическим поведением и беспрерывными муками делает Зэков ведущими кандидатами на превращение в Сентимани — чудовищных Прометидов, ищущих обретения человечности через постижение собственной монструозной натуры.

### Рукотворные
- Рукотворные — роботы, големы и другие механические Прометиды, собранные из металла, стекла или пластика. Хотя вспышка Азота, вдыхающая жизнь в этих созданий, и наделяет их внешним сходством с простыми людьми, металлические нотки в голосе и нечеловеческая точность движений могут привлечь к ним повышенное внимание смертных. Уникальный нефтяной темперамент подталкивает Рукотворных к выполнению тех функций, ради которых они и были сотворены. Они хотят быть полезными для человека и часто ищут возможности послужить ему именно в той сфере деятельности, в которой они работали до обретения разума. По иронии судьбы, Рукотворные вполне могут убить того человека, к которому поступили на службу, просто чтобы он не отвлекал их от работы.

### Стихийные
- Стихийные, или Случайные, созданы произвольной вспышкой Божественного огня. Никто не пытался вдохнуть в них жизнь. Вместо этого их породило землетрясение, шторм, пожар или даже взрыв, мистическим образом наделивший жизнью ближайший труп или даже создавший тело нового Прометида с нуля. Стихийные одиноки даже по меркам Созданных. Само их рождение не предполагает наличия творца, а разница в психологии и оккультных силах мешает им видеть друзей даже в других Стихийных. Что хуже всего, некоторые из них обнаруживают, что Паломничество ставит перед ними задачи, незнакомые другим Созданным. Например, они могут узнать, что для создания потомка они должны воспроизвести ту случайность, которая некогда подарила жизнь им самим — но как это сделать, если их породило цунами или сдвиг тектонических плит?

### Исторические Наследия
Многие Прометиды помнят чудовищ, принадлежавших к Наследиям прошлых веков или даже Античности. Хотя Созданные считают эти Наследия вымершими, в действительности никто не знает, сколько их представителей всё ещё могут скитаться по свету в поисках человечности.
- Амирани, также известные как Пророки, состояли в особенно тесном контакте с Азотом и получали от него грёзы мистического содержания. Амирани могли пробудиться только в телах людей, умерших в страшных мучениях — наподобие жертв чумы и распятых преступников.
- Пустые, или Голодные, получали тела людей, умерших от недостатка воды и пищи. Хотя они обладали не меньшей выносливостью, чем другие Созданные, на протяжении всего Паломничества их преследовало неутолимое чувство жажды и голода.
- Безликие появились всего на несколько лет в кровавое время Первой мировой войны. Этих омерзительных монстров создавали из тел солдат, погибших от химического оружия.

### Конструкты
- Конструктами называются Прометиды обычных Наследий, созданные из неживой материи — как, например, Галатея из мрамора, Голем из глины или Франкенштейн из автомобильных двигателей. Хотя они и наделены чередой физических преимуществ, позволяющих им игнорировать неотъемлемые недостатки живых существ, Конструкты испытывают даже большие трудности с завершением Магнум Опус, чем обыкновенные Прометиды, поскольку ещё до того, как они смогут начать исследование человеческой жизни, им необходимо понять, каково это вообще — быть живым существом.

Наряду с Конструктами существует несколько принципиально иных форм искусственной жизни, доступных для полноценной игры, однако менее детализированных в сравнении с представителями стандартных Наследий.

## Пути Очищения
Невзирая на общую цель, Прометиды по-разному видят пути её достижения. Более того, иногда они выбирают столь непохожие практики обретения человечности, что начинают соперничать за ресурсы, скрывать друг от друга ценную информацию или даже видеть друг в друге врагов. Вне зависимости от того, обучаются ли они этим практикам у других Прометидов или прибегают к ним интуитивно, все персонажи должны посвятить себя одному из Путей Очищения — алхимических и философских традиций, определяющих взгляды своих последователей на Паломничество. По мере формирования своей личности многие Прометиды меняют Путь Очищения, иногда даже ставя перед собой задачу исследовать все известные философии Созданных, прежде чем сосредотачиваться на одной из них. Тем не менее, некоторые из них становятся настоящими апологетами своего пути, считая его единственно верным и даже враждуя с приверженцами иных традиций.
Всего существует больше десятка подобных практик, однако некоторые из них так и не получили широкого распространения, а один и вовсе считается «неприемлемым» среди большинства Прометидов. Каждый Путь Очищения ассоциируется с металлом, свойства которого — например, стойкость, изменчивость или ценность — Созданные надеются выработать у себя. Равным образом, каждый Путь Очищения развивает связанные с ним Трансмутации — алхимические способности Прометидов.

### Основные Пути
Пути Очищения делятся на основные и эзотерические. Встать на основной Путь может любой, даже самый неопытный Прометид, в то время как постичь тайны эзотерического Пути можно только при помощи наставника. С игровой точки зрения это означает, что в начале Паломничества персонажи могут идти только по основным Путям Очищения.

#### Аурум
- Путь Очищения Золота, или Смертности, призывает к исследованию самого общества смертных: их верований, культуры, эмоций, чувств и поступков. Хотя эта практика требует от своих последователей воссоздания человеческого поведения, само «исследование» человеческой натуры может принимать разные формы, от посещения школ и церквей до проведения серии изощрённых убийств в попытке понять, почему некоторые люди делают то же самое. Прозванные Имитаторами, эти Созданные пытаются возместить себе и другим Прометидам нехватку самого важного качества — полноценного человеческого воспитания, без которого обретение человечности кажется им невозможным. Алхимическая программа практиков Аурума включает Гипноз (незначительное влияние на эмоции и сознание окружающих) и Искажение (применение Пироса для создания всевозможных иллюзий).

#### Купрум
- Путь Очищения Меди, или Эго, требует от своих последователей обретения полного контроля над собственным телом, разумом, а при возможности — даже Мукой. В попытке ослабить воздействие своей разрушительной личности на окружающих многие практики Купрума удаляются от человеческой цивилизации в природную глушь. Во многом Путь Очищения Меди основан на принципе наименьшего сопротивления. Вместо того, чтобы самостоятельно формировать в себе душу, практики Купрума позволяют природе самой изменять их сущность и ждут, пока мир не изменит их до такой степени, что они просто перестанут быть теми, кем были раньше. Они считают, что чем сильнее они изменятся под воздействием окружающего мира, тем лучше, а потому стараются с радостью принимать даже самые тяжёлые испытания своего Паломничества. Нельзя забывать, что Медь — очень мягкая и податливая материя. Обретение этих качеств просто необходимо любому Изгою — последователю Купрума. Алхимическая программа Изгоев включает использование Сенсориума (расширения чувственного восприятия) и Метаморфозиса (применения Пироса для трансформации своего тела).

#### Феррум
- Путь Очищения Железа, или Тела, готовит своих последователей к принятию совершенной души в совершенное тело. Согласно учению Феррума, подлинная душа возникает из плоти, а потому тот, кто управляет телом и органическими процессами, командует и душой. Несмотря на то, что философия этого учения сосредоточена на самих Прометидах вместо их окружения, многие практики Феррума отмечают, что у физического развития есть и глубоко социальный подтекст. Солдаты, охранники и даже члены правоохранительных органов иногда вызывают у своих смертных собратьев откровенную неприязнь, однако даже испытывая презрение или ненависть к воинам своей культуры, смертные всё же нуждаются в них. Такое положение дел внушает надежду многим из современных Титанов — последователей Феррума. Если однажды люди увидят в них своих защитников, то, возможно, они сумеют преодолеть Отторжение или даже примут их в свой коллектив. До этих пор практики Феррума будут стремиться к воплощению воинских идеалов, полагаясь на Витализм (применение Пироса для развития колоссальной физической силы) и Корпореум (обретение сверхъестественного контроля над организмом).

#### Плюмбум
- Путь Очищения Свинца, или Первоисточника, направляет силы своих последователей на изучение корня всех их забот и страданий: загадки искусственной жизни. Ориджинисты, как они стали известны обществу Созданных, полагают, что прежде чем они смогут обрести человечность, им следует понять, что вообще наделяет их жизнью, разумом и эмоциями. Они ищут ответа на вопрос, кто они, в чём смысл их существования, почему они тянутся к человечеству и как вели себя Прометиды далёкого прошлого. Ориджинисты уделяют много внимания истории своей расы и самого Паломничества, начиная от методов прохождения Магнум Опус в Античности и заканчивая преодолением ежедневных трудностей современными Прометидами. Они питают особую страсть к Смятению (управлению собственным Отторжением) и Сатурнинус (взаимодействию с собственными темпераментами, радиацией и другими примесями искусственной жизни).

#### Станнум
- Путь Очищения Олова, или Муки, учит своих последователей примиряться с собственным гневом ради осуществления великой мести. Фурии, как называют их остальные Созданные, скорее потворствуют своей сущности, чем пытаются избежать её. Фурии никогда не прощают обид и используют все возможности для того, чтобы одержать верх над своими соперниками. В отличие от Изгоев, стремящихся стать частью этого мира и устранить тем самым причину, по которой Мука обрушивается на Прометидов, Фурии полагают, что Мука также является частью этого мира, а потому бороться с ней попросту бесполезно. Вместо этого они сосредотачиваются на открытом выражении гнева, отчаяния и других эмоциональных всплесков, одновременно пытаясь понять, что именно вызывает у них эти чувства и как они могут использовать их в своих целях. Хотя многие Фурии прибегают к физическому насилию над своими обидчиками, среди них хватает и тех, кто использует более изощрённые способы мести, манипулируя криминальным миром, подстраивая несчастные случаи и истязая жертв тяжелейшими нравственными испытаниями. Алхимическая традиция этих Созданных призывает к использованию Электрификации (взаимодействия с электроэнергией) и Смятения (управления собственным Отторжением).

### Эзотерические Пути
Хотя большинство Прометидов считают основные Пути ключевыми для своего Паломничества, существуют и те, кого не удовлетворяют традиционные практики Созданных. Эти редкие Прометиды могут искать более индивидуального выражения своих стремлений и рано или поздно присоединяются к одному из следующих путей:

#### Эс
- Путь Очищения Бронзы, или Взаимопомощи, провозглашает необходимость поддержки, которую каждый Созданный в силах оказать окружающим. Большинство последователей этой традиции сосредотачивает своё внимание на ближайших союзниках, защищая их от физического вреда и следя за тем, чтобы никто не отвлекал их от собственных алхимических и философских практик. Вместе с тем, некоторые могут вступить на Путь Очищения Бронзы интуитивно и только затем отправиться на поиски единомышленников, нуждающихся в защите. Практики Взаимопомощи полагаются на Бенефицию (мистические преимущества коллективной работы) и Корпореум (обретение сверхъестественного контроля над телом).

#### Фосфор
- Путь Очищения Фосфора, или Эфемерности, учит своих последователей жить здесь и сейчас. Эти самопровозглашённые Светоносцы не любят обдумывать действия, избегать рисков и даже попросту ждать изменений. Они хотят прожить яркие и интересные жизни, полные впечатлений и чувств. Светоносцы смакуют каждый восход, каждый распускающийся цветок и каждую шутку в беседе. Выжить на столь опасном пути им помогают Трансмутации Люциферус (работа с энергией во всех её проявлениях) и Вулкан (управление Пиросом).

#### Аргентум
- Путь Очищения Серебра, или Тайн, раскрывает своим последователям глаза на существование других сверхъестественных обитателей Мира Тьмы. Исследуя философию, сущность и социальные качества этих созданий, практики Серебра стремятся понять человечество через постижение его противоположностей. Кроме того, они уделяют особое внимание изучению сумасшедших смертных, поскольку безумие неизбежно затрагивает личность жертвы на самом глубоком, духовном уровне. Философия Серебра призывает своих последователей к освоению Трансмутаций Спиритус (применение Пироса для внедрения в сверхъестественные сообщества) и Сенсориум (расширение чувственного восприятия).

#### Меркурий
- Путь Очищения Ртути, или Пироса, изучает тайны Божественного огня и возможности его приручения. Саванты, как называют последователей Ртути, считают, что прежде чем они смогут изучить свойства человеческой души, им необходимо исследовать то, что служит заменой души им самим. Саванты известны своей фанатичной страстью к экспериментам. Мало что может остановить Саванта, считающего, что он может вот-вот открыть новый способ применения Пироса. Практическая традиция Ртути включает исследование Алхимикус (методов трансформации материальных веществ и их функций) и Вулкана (навыков взаимодействия с Пиросом).

#### Кобалус
- Путь Очищения Кобальта, или Несовершенства, сосредотачивает внимание своих последователей на отрицательных сторонах существования Прометидов, таких как Мука и Отторжение. Практики Кобальта, именуемые Катарами, видят в этих аспектах своей природы самые настоящие примеси, существование которых и отделяет Созданных от человечества. Вследствие этого они стремятся постичь натуру дефекта во всех его формах — в себе, в человечестве, даже в неодушевлённых предметах. Катары не отрицают роль смертных в своей судьбе, однако они стремятся понять людей, исследуя недостатки человеческой сущности вместо её неотъемлемых преимуществ. Практики Кобальта отличаются внутренней близостью к Трансмутациям Искажение (применение Пироса для создания всевозможных иллюзий) и Заражение (взаимодействие с недостатками смертных и Прометидов).

### Запретный Путь
Ещё один Путь Очищения служит предметом горячих споров среди Прометидов, а многими вообще не считается допустимым — хотя, по мнению его практиков, только эту традицию и можно считать единственной истинной философией Прометидов.

#### Флюкс
- Путь Очищения Флюкса учит своих последователей извлекать пользу из собственной монструозной природы. Вместо того чтобы отрицать свои демонические желания, интересы и страсти, практики Флюкса — известные как Сентимани — находят подлинное облегчение в провозглашении своей монструозности. Потворство своим порокам и увлечение Флюксом (разрушительной стороной Пироса, противоположной Азоту) нередко приводит этих чудовищ к исследованию Пандорианцев. Многие из них собирают таких созданий вокруг себя, используя их в своих целях и даже подкармливая их плотью других Прометидов. Впрочем, среди них хватает и тех, кто просто хочет прожить свой век в заслуженном покое. Кроме того, небольшая фракция Сентимани, иногда называющая себя Эпиметидами, совершенно осознанно движется к постижению человечества от обратного — через изучение того, чем человечество не является. Как бы то ни было, вместо классических алхимических операций большинство Сентимани используют Пандорианские Трансмутации, что ещё больше увеличивает пропасть между ними и более цивилизованными Прометидами.

### Исторические Пути
Некоторые Пути Очищения пользовались популярностью в прошлом, однако теперь считаются уже неэффективными. Один из них, Путь Очищения Пневмы, Созданные помнят и по сей день.

#### Пневма
- Единственный в своём роде, Путь Очищения Милости ныне считается устаревшим. Его последователи считают, что Новый Рассвет может даровать только Бог. Попытка целиком переложить труд по обретению человечности на плечи невидимого владыки обычно приводит к тому, что Прометиды попросту останавливаются на тропе Паломничества. Более того, сосредоточение на вере предполагает следование только этому Пути Очищения, что мешает Созданному пробовать себя в новых Ролях. Считается, что сегодня этим Путём не следует уже ни один Созданный, хотя время от времени современные Прометиды всё ещё сталкиваются со следами деятельности Эденитов — последователей этого Пути. Технически Путь Очищения Пневмы дублирует алхимическую программу Золота, обучая своих приверженцев Искажению (сотворению мощных иллюзий) и Гипнозу (воздействию на рассудок смертных).

Также возможно существование менее традиционных Путей Очищения, разработанных редкими индивидами для удовлетворения собственных нужд. Например, среди некоторых Прометидов бытует поверие, что представители Наследия Зэка могут практиковать собственную алхимическую традицию наподобие Пути Очищения Урана — и это предположение небезосновательно, если учитывать, что они уже разработали собственную уникальную Трансмутацию.

## Особенности тематики
Как и другие сеттинги нового Мира Тьмы, Prométhean: The Created изображает тёмное отражение земной действительности. Мир беспощаден и мерзок, насилие возведено в масскульт, всех спасителей и героев давно подставили или поймали на сексуальных скандалах, а всякое проявление добродетели остаётся лишь слабым ростком, пробивающимся сквозь слои цинизма и равнодушия. Тем не менее, в отличие от других игр этой вселенной, Prométhean изображает человечество в более светлых тонах. Несмотря на жестокость, отчаяние и невежество, свойственные большинству людей, в сеттинге поднимается тема сплочённости человечества перед угрозами и несчастьями, которые их окружают. Смертные связаны тесными узами взаимопонимания и поддержки, а самые добродетельные из них способны на проявления искренней самоотверженности и любви. Именно эту картину и видят Созданные, тянущиеся к обретению человечности — наиболее гармоничного и естественного состояния души.

## Критика
В целом игра заняла ту же нишу в новой вселенной, что и Wraith: The Oblivion — в классическом Мире Тьмы. Несмотря на множество положительных отзывов об идейном своеобразии и высоком качестве адаптации необычной темы под нужды коллективной игры, Prométhean не нашла широкого отклика у поклонников НРИ. Многие критики называют игру «слишком сложной» и «депрессивной»: Рассказчик должен изображать мир глазами существ, не имеющих представления о законах природы и тонкостях человеческих взаимоотношений, игровая механика призвана отражать ненависть всего мира по отношению к протагонистам, а общая стилистика игры выдержана в форме трагического повествования, которое чаще всего оканчивается провалом главных героев на пути к обретению человечности.